# Кюнг, Патрик
Па́трик Кюнг (нем. Patrick Küng; 11 января 1984, Мюлехорн) — швейцарский горнолыжник, чемпион мира 2015 года в скоростном спуске, победитель и призёр этапов Кубка мира. Специализировался в скоростных дисциплинах.

## Карьера
Выступать в горнолыжных стартах под эгидой FIS Кюнг начал в 1999 году. В 2001 году он выиграл слалом на европейском юношеском олимпийском фестивале. В 2002 году Кюнг дебютировал в Кубке Европы, но на регулярной основе стал выступать в этих соревнованиях только в сезоне 2004/05. В марте 2006 года швейцарец получил тяжелую травму, которая вынудила его пропустить следующий сезон и задержала его дебют в Кубке мира.
На мировом кубке впервые стартовал в январе 2009 года в венгенской комбинации, которую завершил на 19-м месте. 
В конце сезона 2009/10 Кюнг занял третье место в скоростном спуске на этапе в Гармише, завоевав первый кубковый подиум.
В олимпийском сезоне швейцарец одержал свои первые победы в карьере: сначала он выиграл супергигант в Бивер-Крике, а потом выиграл престижный скоростной спуск на домашней трассе в Венгене. На самой Олимпиаде Кюнг выступил не слишком успешно, заняв в обоих скоростных видах места во втором десятке.
На чемпионате мира 2015 года Патрик Кюнг стал чемпионом мира, выиграв соревнования в скоростном спуске.
На чемпионате мира 2017 года в Санкт-Морице вновь был близок к медали в скоростном спуске. Кюнг занял 4-е место, всего 0,02 сек уступив бронзовому призёру Максу Францу.
В январе 2019 года завершил карьеру.

## Результаты на крупнейших соревнованиях

### Зимние Олимпийские игры
| Олимпийские игры | Скоростной спуск | Супергигант | Гигантский слалом | Слалом | Комбинация |
| ---------------- | ---------------- | ----------- | ----------------- | ------ | ---------- |
| 2014 Coчи        | 15               | 12          | —                 | —      | —          |

### Чемпионаты мира
| Чемпионат мира       | Скоростной спуск | Супергигант | Гигантский слалом | Слалом | Комбинация | Команды |
| -------------------- | ---------------- | ----------- | ----------------- | ------ | ---------- | ------- |
| 2013 Шладминг        | 7                | 18          | —                 | —      | —          | —       |
| 2015 Вейл/Бивер-Крик | 1                | 16          | —                 | —      | —          | —       |
| 2017 Санкт-Мориц     | 4                | 22          | —                 | —      | —          | —       |

### Результаты в Кубке мира
| Сезон   | Общий зачёт | Слалом | Гигантский слалом | Супергигант | Скоростной спуск | Комбинация |
| ------- | ----------- | ------ | ----------------- | ----------- | ---------------- | ---------- |
| 2008/09 | 113         | —      | —                 | —           | 47               | 36         |
| 2009/10 | 40          | —      | —                 | 29          | 16               | 41         |
| 2010/11 | 33          | —      | —                 | 24          | 11               | —          |
| 2011/12 | 44          | —      | —                 | 33          | 20               | —          |
| 2012/13 | 56          | —      | —                 | 24          | 27               | —          |
| 2013/14 | 10          | —      | —                 | 3           | 5                | —          |

### Победы на этапах Кубка мира (2)
| № | Дата           | Место      | Дисциплина       |
| - | -------------- | ---------- | ---------------- |
| 1 | 7 декабря 2013 | Бивер-Крик | Супергигант      |
| 2 | 18 января 2014 | Венген     | Скоростной спуск |